# Les Aveux d'un espion nazi
Les Aveux d'un espion nazi (Confessions of a Nazi Spy) est un film d'espionnage américain réalisé par Anatole Litvak sorti en 1939. Il fait partie, avec Hitler – Beast of Berlin (en), des premiers films de propagande ouvertement antinazis.

## Synopsis
Avant l'entrée en guerre des États-Unis, des espions allemands essayent de voler des secrets militaires américains. Kurt Schneider, un ancien professeur d'allemand sans le sou, se fait embobiner par le Schlager, un des maillons d'un réseau d'espionnage nazi implanté en Amérique. À la suite de l'arrestation du contact de Schneider en Écosse, l'armée américaine demande au FBI de démanteler ce réseau. L'agent Edward Renard s'applique alors à méthodiquement arrêter les espions.

## Fiche technique
- Titre original : Confessions of a Nazi Spy
- Réalisation : Anatole Litvak
- Scénario : Leon G. Turrou, Milton Krims
- Direction artistique : Carl Jules Weyl
- Costumes féminins : Milo Anderson
- Genre : Drame
- Durée : 104 minutes
- Date de sortie : 6 mai 1939
- Format : noir et blanc

## Distribution
- Edward G. Robinson : Edward « Ed » Renard
- Francis Lederer : Kurt Schneider
- George Sanders : Franz Schlager
- Paul Lukas : Dr Karl Kassel
- Henry O'Neill : avocat américain Kellogg
- Dorothy Tree : Hilda Kleinhauer
- Lya Lys : Erika Wolf / Erika Wolff
- Grace Stafford : Mme Helen Schneider
- James Stephenson : agent secret militaire britannique
- Hedwiga Reicher : Mme Kassell / Mme Lisa Kassel
- Joe Sawyer : Werner Renz
- Sig Ruman : Dr Julius Gustav Krogman
- Lionel Royce : Hintze
- Henry Victor : Hans Wildebrandt
- Hans Heinrich von Twardowski : Max Helldorf
- Robert Davis : capitaine Straubel
- John Voight : Johann Westphal

Et, parmi les acteurs non crédités :
- Frederick Burton : juge de la Cour de district des États-Unis
- Glen Cavender
- John Hamilton : un chef du FBI
- Robert Emmett Keane : Harrison, préposé aux passeports
- Martin Kosleck : Joseph Goebbels
- Lucien Prival : Kranz
- Regis Toomey : Tom (au café)
- Charles Trowbridge : major Williams

## Autour du film

### Contexte historique
Alors que la Seconde Guerre mondiale approche, les États-Unis, majoritairement isolationnistes, entendent conserver à tout prix leur neutralité et ne veulent pas se laisser entraîner dans la guerre comme en 1917.
La population ne veut pas entendre parler des dangers que représentent le fascisme et la politique expansionniste d'Hitler, Mussolini ou Franco : un sondage de novembre 1936 indique que 95 % des Américains sont opposés à toute entrée en guerre ; en 1942, 42 % des Américains considèrent qu'il est plus important d'enquêter sur la propagande de guerre américaine que sur la propagation du nazisme, du fascisme ou du communisme.

### Rôle de Hollywood
Des libéraux, des communistes ainsi que quelques Républicains travaillant à Hollywood s'organisent pour combattre le fascisme : la Ligue anti-nazie de Hollywood, le Comité des artistes en faveur des Républicains espagnols (qui a eu jusqu'à 15 000 membres), ou le Comité pour les réfugiés anti-fascistes. La Ligue anti-Nazi de Hollywood, qui a compté dans ses rangs Melvyn Douglas, Paul Muni, James Cagney, Sylvia Sidney ou Gloria Stuart, a eu jusqu'à 4 000 membres. Elle produit des émissions de radio, publie un journal et manifeste contre les rassemblements du Bund germano-américain, organisation américaine nazie qui organise de grands rassemblements publics.
Pourtant, à la fin des années 1930, aux États-Unis, peu de studios sont prêts à s'engager et à risquer des pertes à l'international. Warner Bros. est un des rares studios à prendre ouvertement parti contre le fascisme et le nazisme, fermant ses bureaux en Allemagne dès juillet 1934. La « Production Code Administration », l'organisme d'auto-censure hollywoodien, et principalement son directeur antisémite Joseph I. Breen, essayent d'empêcher Warner Bros. de produire des films qui attaquent ou se moquent des gouvernements étrangers, notamment des Nazis, ou qui montrent trop de sympathie envers les Juifs. Warner Bros. produit donc des films dans lesquels la critique du nazisme est plus ou moins masquée, tels que La Légion noire (1937) ou Juarez (1939), ainsi que Agent double (1939), British Intelligence Service (1940), L'Aigle des mers (1940), Underground (1941) et Le Vaisseau fantôme (1941).
Les Aveux d'un espion nazi est le premier film hollywoodien important avec le mot « nazi» dans le titre,.

### Production du film
Jack Warner résiste à de multiples pressions pour produire le film, de la part du Consulat allemand de Los Angeles, ainsi que de la part des autres studios et de la Production Code Administration qui craignent que tous les films américains soient bannis d'Allemagne en représailles, faisant ainsi perdre d'importants revenus. Warner Bros. refuse de se soumettre à ces pressions : « Les chemises brunes, les bundistes et leurs semblables marchent sur Los Angeles en ce moment-même. Des écoliers se baladent avec des svastikas sur les manches à quelques blocks de nos studios. Est-ce que ça vaut vraiment des royalties minables venant d'Allemagne ? ».
Le tournage du film commence le 1er février 1939, après que Joseph I. Breen de la PCA ait fini, à contre-cœur, par autoriser le film, à la condition que ne soit fait nulle part mention de la condition des Juifs dans l'Allemagne Nazie. Warner Bros., après avoir reçu des centaines lettres de menace, est obligé d'engager des vigiles pour sécuriser le plateau de tournage, de tourner le film sous un faux titre et de garder le nom des acteurs et de l'équipe secret. Cela servira d'ailleurs plus tard comme argument publicitaire : un film si sulfureux qu'il a été « tourné derrière des portes closes ».
Plusieurs acteurs refusent de jouer dans Les Aveux d'un espion nazi, craignant des représailles pour les membres de leur famille restés en Allemagne. A contrario, le film attire des talents politiquement engagés : le réalisateur Anatole Litvak et l'acteur Paul Lukas sont des émigrés allemands anti-fascistes ; Edward G. Robinson et le co-scénariste John Wexley sont des membres de la Ligue anti-nazie de Hollywood.

### Réception

#### Critique
La critique accueille le film plutôt favorablement, et le message politique est apprécié. Le critique et scénariste Frank S. Nugent écrit dans le New York Times que ce mélodrame n'est « pas mal du tout », malgré une représentation caricaturale des Nazis : « Nous ne croyons pas que les ministres de la propagande Nazis aient un rictus diabolique à chaque fois qu'ils mentionnent la Constitution des États-Unis. [...] Nous pensions que cette représentation n'existait plus depuis The Kaiser, the Beast of Berlin,. » Le critique Welford Beaton trouve Confessions d'un espion nazi mémorable, en ce qu'il est « le premier à se prononcer sur des évènements contemporains et à prendre parti. »
La presse étrangère est également enthousiaste, notamment à Jérusalem, en Afrique du Sud, au Royaume-Uni, où Les Aveux d'un espion nazi est projeté dans des salles combles.

#### Public
Le soir de la première, le 27 avril 1939 à Beverly Hills, est hautement sécurisé : police, vigiles, voiture blindée pour protéger les bobines... Peu de célébrités se présentent, par peur que leur présence leur fasse une mauvaise publicité. Le public est généralement enthousiaste, applaudissant régulièrement à la fin de la projection.
La projection des Aveux d'un espion nazi entraîne cependant également des réactions négatives, voire violentes. Des sympathisants Nazi ont ainsi brûlé un cinéma de la Warner Bros. dans le Milwaukee. Dans le reste des États-Unis, des manifestations, des dégradations et des menaces poussent plusieurs exploitants de salles à retirer le film de l'affiche. Fritz Kuhn, le leader du Bund germano-américain, poursuit, sans succès, la Warner Bros. Le journal Nazi New-Yorkais Deutscher Weckruf Und Beobachter and The Free American (de) qualifie le film de propagande contre les Chrétiens perpétrée par les « Juifs de Hollywood », promouvant les intérêts du « Bolchévisme juif et des autres internationalismes. »

#### À l'étranger
Les nazis cherchent à interdire le film partout où c'est possible, en premier lieu en Allemagne, où le film est qualifié de propagande néfaste de nature à détériorer les relations germano-américaines, mais le film est également interdit dans plus d'une vingtaine de pays, dont l'Italie, le Japon, les Pays-Bas, la Norvège, la Suède...
En Pologne, des milices antisémites pendent plusieurs propriétaires de salles diffusant le film.
Joseph Goebbels, ministre de la propagande nazie, qui se faisait projeter des films presque tous les soirs, signale dans son journal le 30 septembre 1939 qu'il a vu Les Aveux d'un espion nazi : « C’est une production américaine pas malhabile, j’y joue moi-même un rôle central, et d’ailleurs pas spécialement déplaisant. Sinon, je pense que le film n’est pas dangereux. Il inspire à nos adversaires davantage de peur que de colère et de haine. » Fier du raffinement de la décoration de son cabinet de travail, il est par ailleurs vexé par la représentation qui est faite dans le film.

#### Hollywood
Craignant que les films anti-fascistes entraînent de sévères pertes financières, en particulier en Europe, le directeur de la Motion Picture Producers and Distributors Association interdit aux studios de produire des films anti-Nazis, sous peine de ne pas leur accorder de visa. Cette interdiction a cours du 15 septembre 1939 à janvier 1940. La plupart des studios s'y plient, mais Warner Bros. continue, difficilement cependant, à sortir des films anti-fascistes tels que Agent double (1939) – la plupart d'entre eux étant en production avant l'interdiction.
En janvier 1940, quand l'interdiction est levée, d'autres studios commencent eux aussi à produire des films anti-Nazi, ou critiques de l'isolationnisme américain. Louis B. Mayer, qui a accueilli un éditeur de presse Nazi dans ses locaux, essaye de se racheter en tournant La Tempête qui tue ou Escape. On peut également citer I Married a Nazi (20th Century Fox) et Le Dictateur de Charlie Chaplin (United Artists).

### Conséquences
Poussés par la peur du communisme, des sénateurs isolationnistes lancent, le 9 septembre 1941, une « enquête sur la propagande dans les films ». Gerald Nye (Dakota du Nord) et Bennett Clark (Missouri) dénoncent le « complot Juif de Hollywood » visant à faire entrer les États-Unis en guerre et envoient aux responsables des studios des assignations à comparaître devant la commission du Sénat. Harry Warner se défend face au comité : « Je ne vais pas ni censurer ni dissimuler aux Américains ce qu'il se passe dans le monde. Vous pouvez effectivement m'accuser d'être anti-Nazi. Mais personne ne peut m'accuser d'être anti-Américain. » L'opinion publique s'oppose rapidement à cette enquête sénatoriale, et ses auditions s'arrêtent peu après Pearl Harbor et l'entrée en guerre des États-Unis en décembre 1941.
Après la Seconde Guerre mondiale, le Congrès, farouchement anti-communiste, oublie bien vite la contribution de Hollywood à l'effort de guerre. La House Un-American Activities Committee (HUAC) relance une enquête liant les films anti-fascistes, le communisme et la volonté de saper la démocratie américaine. Jack Warner dénonce la présence communiste à Hollywood, et licencie le co-scénariste des Aveux d'un espion nazi John Wexley au nom de ses supposées accointances avec le parti communiste. Les membres de la Ligue anti-nazie de Hollywood, comme Edward G. Robinson, sont black-listés.
Il faudra attendre les années 1960 pour qu'Hollywood se remette à produire des films politiques, au nom de la lutte pour les droits civiques pour les Noirs américains ou contre la guerre du Viêt Nam.

## Prix
- 1939 : prix du meilleur film du National Board of Review.